# 科托羅斯爾河

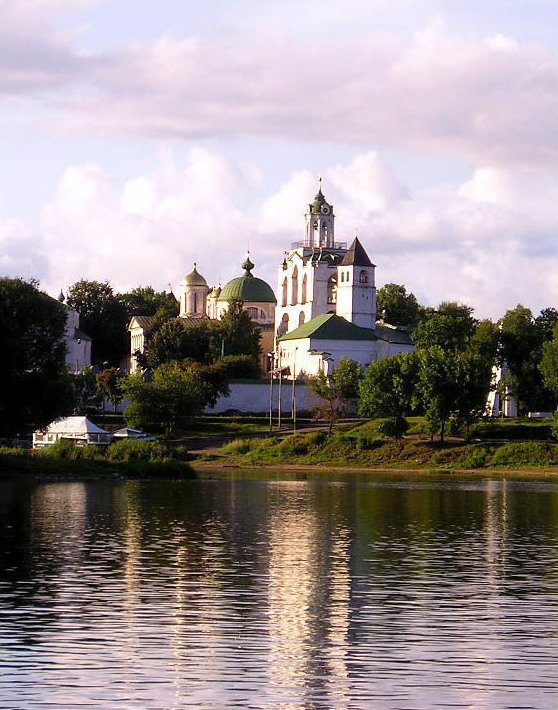
科托羅斯爾河

科托羅斯爾河（俄语：Которосль）是俄羅斯的河流，位於雅羅斯拉夫爾州，屬於伏爾加河的右支流，發源自羅斯托夫附近，在雅羅斯拉夫爾注入伏爾加河。由於科托羅斯爾河與俄羅斯其他河流相連，因此在中世紀時有戰略重要性。